# Mustang (Pferd)
Mustangs sind wild lebende Pferde in Nordamerika. Ihre Vorfahren waren Hauspferde, die von den spanischen Konquistadoren ab dem 16. Jahrhundert in die Neue Welt eingeführt wurden. Daher sind Mustangs aus biologischer Sicht keine Wildpferde.
Viele dieser Tiere entkamen (Gefangenschaftsflüchtlinge), verbreiteten sich bis zum Ende des 18. Jahrhunderts über große Teile Nordamerikas (→ Ausbreitungskarte im Artikel „Prärie-Indianer“), verwilderten und etablierten eine stabile Population.

Hintergrundinformationen zur Pferdebewertung und -zucht finden sich unter: Exterieur, Interieur und Pferdezucht.

## Wortherkunft
Die etymologische Forschung führt den Begriff auf das spanische Wort Mestengo (Fremder oder Vagabund) zurück, das von mostrenco abstammt. Als mostrenco wird ein verirrtes, öffentlich vorgeführtes Schaf bezeichnet, das auf diese Weise seinen Besitzer wiederfindet. Es wird jedoch auch vermutet, dass der Begriff vom altspanischen mesteño abstammen könnte, einer Bezeichnung für das Eigentum der spanischen Viehhirten, den mesta.

## Herkunft und Abstammung
Die frühesten Vertreter der Gattung der Pferde traten im Pliozän vor rund dreieinhalb Millionen Jahren in Nordamerika auf. Nur wenig später hatten diese frühen Pferde über die Bering-Landbrücke Eurasien und Afrika besiedelt. Der amerikanische Zweig der Pferde starb vor rund 10.000 Jahren aus.
Mit den spanischen Konquistadoren wurden ab dem 16. Jahrhundert iberische Pferde, wie das Sorraia, in die Neue Welt eingeführt. Sie wurden zunächst von den Spaniern gehalten. Die Spanier verboten den Indianern zwar das Reiten, ließen sie aber in der Pferdehaltung arbeiten, so dass einige den Umgang mit Pferden erlernen konnten. Später wurden Pferde dann auch von sesshaften Indianerstämmen in der Nachbarschaft gehalten.
Es entkamen immer wieder Pferde, wurden freigelassen, von Indianern gestohlen oder blieben bei kriegerischen Auseinandersetzungen zurück. Spanische Urkunden belegen die Sichtung von berittenen Ute-Kriegern im heutigen Colorado im Jahr 1637, der Skelettfund eines Fohlens am Blacks Fork River in Wyoming wurde auf das Jahr 1640 datiert.
Alleine beim Pueblo-Aufstand 1680 im heutigen New Mexico kamen bis zu 1500 Pferde frei. Aufgrund der idealen Lebensbedingungen konnten sie sich vom Norden Mexikos her kommend außergewöhnlich schnell im Nordwesten der USA und Kanada ausbreiten. Die Nachfahren dieser ersten Mustangs tauchten bereits 1750 in den kanadischen Plains in der heutigen Provinz Alberta auf.
In den darauffolgenden Jahrhunderten vermischten sich die meisten Mustangherden mit entlaufenen Pferden, die bei der Erschließung des Amerikanischen Westens im 18. und 19. Jahrhundert von Siedlern oder der US-Kavallerie mitgeführt wurden. Zu Beginn des 20. Jahrhunderts streiften geschätzt 1–2 Mio. Mustangs durch den Westen der USA.
Mustangs, die heute noch im Typ den iberischen Pferden ähneln, werden in Amerika häufig als Spanish Mustang bezeichnet. Fast ein Drittel aller untersuchten Mustangs weisen genetische Verbindungen zu iberischen Pferden auf.
Mit dem Kiger Mustang wurde 1977 eine kleine Restpopulation der ursprünglichen Form des Spanish Mustangs im Bundesstaat Oregon wiederentdeckt; sie werden seitdem halbwild gehalten, gezüchtet und registriert.

## Erscheinungsbild
In dem riesigen Verbreitungsgebiet sind geographisch getrennte Teilpopulation entstanden. Daher sind Mustangs im Erscheinungsbild nicht einheitlich.
Mustangs sind eher kleine, zähe, ausdauernde, widerstandsfähige und kompakte Pferde, die zwischen 140 und 150 cm Stockmaß erreichen, wobei die Wyoming-Mustangs und Teile der Population im benachbarten Montana oft ein Stockmaß bis 160 cm erreichen.
Mustangs haben harte und kleine Hufe, gerade und trockene Beine und ein stabiles Fundament, Ramskopf, einen tiefangesetzten Hals und einen wenig ausgeprägten Widerrist. Sie haben einen kräftigen Rücken mit abfallender Kruppe. Es kommen alle Farben vor; Schecken und Falben sind häufig. Mustangs wiegen selten mehr als 400 kg. Mustangs sind trittsicher und genügsam. 
Mustangs haben einen hartnäckigen, eigenwilligen und unabhängigen Charakter, sowie einen ausgeprägten Verteidigungswillen. Ihre Reaktionen auf Umweltreize sind schnell und entschlossen. Mustangs vertrauen einzelnen Menschen.

## Mustangs und Prärie-Indianer

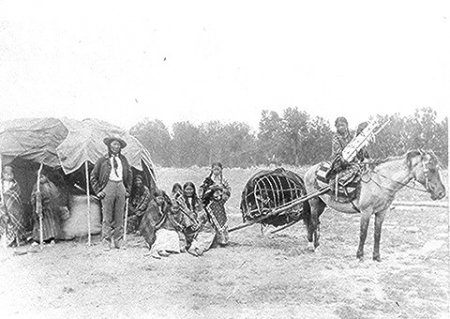
Travois bei einer Gruppe Cheyenne 1890

Die Reiterkulturen der Prärie-Indianer entstanden zeitgleich mit der Verwilderung der Pferde der Konquistadoren. Die ersten Pferde kamen durch Tausch, Diebstahl und kriegerische Auseinandersetzungen zu den Indianern, und nicht durch Einfangen und Zähmung von Mustangs. Das Reiten lernen ist mit fertig ausgebildeten Hauspferden wesentlich einfacher. Nachdem sie Erfahrung mit Reitpferden gesammelt hatten, waren die Prärie-Indianer bald in der Lage, Mustangs einzufangen und auszubilden.
Ab dem 17. Jahrhundert setzten die Indianerstämme vermehrt Pferde als Transportmittel und für Jagd und Krieg ein und begannen mit der Pferdezucht. Die Prärie-Indianer nutzten zum Transport ihrer Tipis spezielle Tragegestelle, sogenannte Travois, die Pferde mühelos ziehen konnten. Zuvor wurden Hunde für diese Aufgabe genutzt, deren Zugkraft, Tragkraft, Ausdauer und Schnelligkeit nicht mit denen der Pferde vergleichbar ist.
Die Comanchen kamen früh in Kontakt mit den Pferden und wurden zum Prototyp der Reiterkultur unter den Prärie-Indianern. Sie wurden schnell versierte Reiter und hatten bald große Pferde-Herden in ihrem Besitz.
Alle Reiterstämme vermehrten ihre Pferde, mehrere Stämme züchteten gezielt. Ein für seine Pferdezucht bekannter Stamm sind die Nez Percé, welche zur Entstehung des Appaloosa beitrugen, der Cayuse und der Palouse. Sie strebten früh eine Zuchtselektion auf bestimmte Eigenschaften an, unter anderem durch die Methode der Kastration von Hengsten, die sie eben nicht zur Zucht verwenden wollten. Sie zogen innerhalb kürzester Zeit mit erfahrenen europäischen Pferdezüchtern gleich, indem sie den Zuchtbestand gezielt von den Arbeitspferden (meist Wallache, wenige Stuten, kaum Hengste) trennen konnten. Die Rasse des Appaloosa geht angeblich auf Restpopulationen der berühmten Nez-Percé-Pferde zurück.

## Mustangs und der Mythos des Wilden Westens

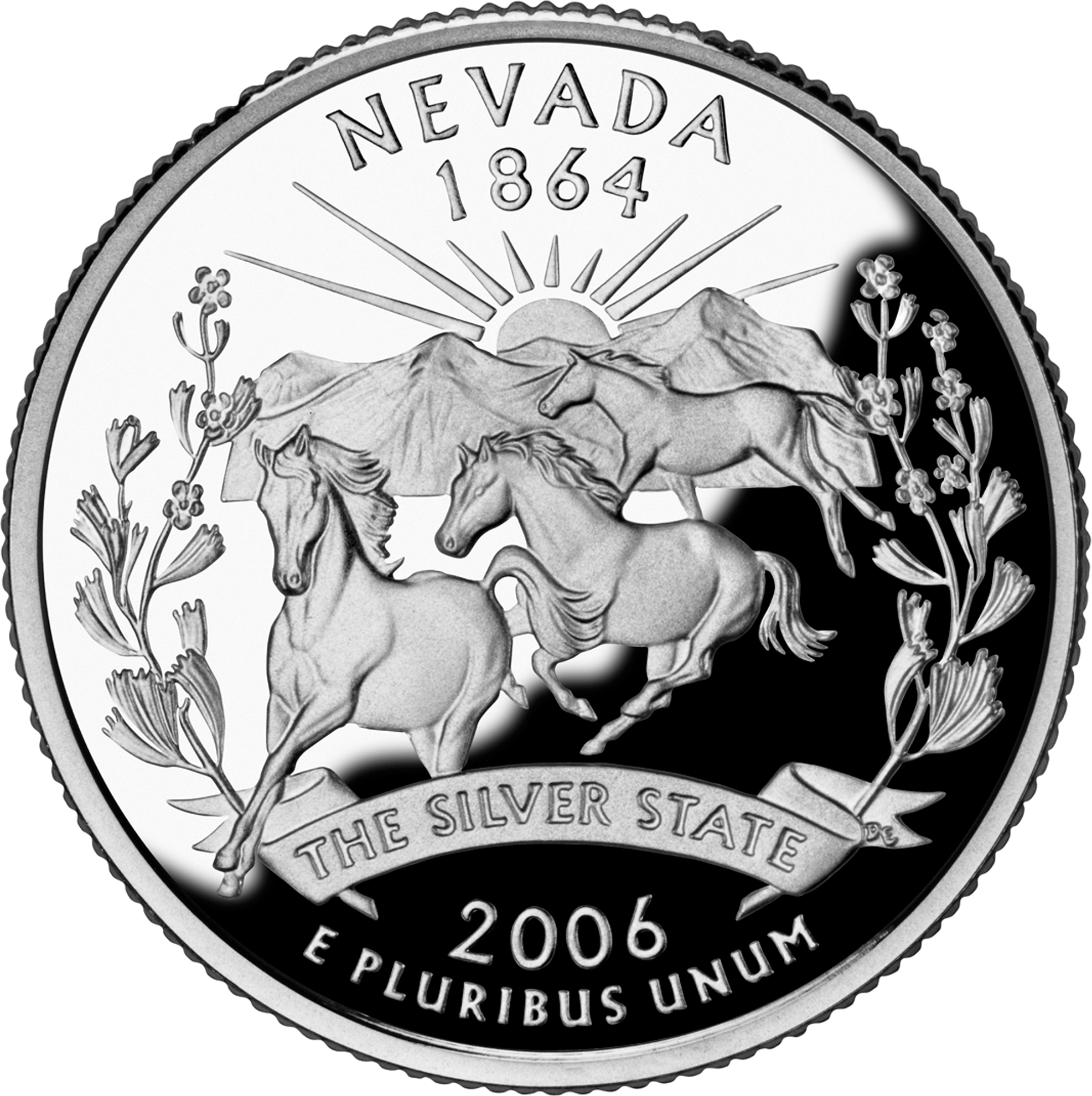
State-Quarter-Münze von Nevada mit drei Mustangs

Aus Erzählungen und Reiseberichten aus der Zeit der Erschließung des Wilden Westens sind Pferde generell und Mustangs im Speziellen nicht wegzudenken. Riesige Herden wild lebender Pferde waren für die europäischen Siedler schließlich ein Kuriosum. Im Falle eines Mangels an Reitpferden wurden Mustangs gefangen und eingeritten. Sie kosteten nichts, waren widerstandsfähig, zäh und anspruchslos. Halbwilde, ungerittene Pferde werden im Amerikanischen als Broncos bezeichnet. Der Begriff kommt aus dem Spanischen, es ist ein Adjektiv und bedeutet roh, grob und ungestüm. Das Einreiten wilder Mustangs war mit den damals bekannten Methoden eine gefährliche Angelegenheit für waghalsige junge Leute. Häufig taten die Cowboys den Broncos Gewalt an, um ihren Willen zu brechen. Der Kampf waghalsiger Cowboys mit wilden Mustangs wurde zum Mythos und fand ab 1900 mit den Rodeodisziplinen Bareback Riding (Reiten von Broncos ohne Sattel), Saddle Bronc Riding (Reiten von Broncos mit Sattel) und Wild Horse Race (Wildpferde einfangen) Eingang in die US-amerikanische populäre Kultur. Im Zusammenhang mit Rodeo bedeutet Bronco nicht, dass das Pferd ungeritten ist, sondern dass es ein Spezialist für möglichst athletische Bocksprünge ist. Als Teil des Gründungsmythos der USA sind auf den State Quarters von Nevada drei Mustangs abgebildet.

## Bestandskontrolle

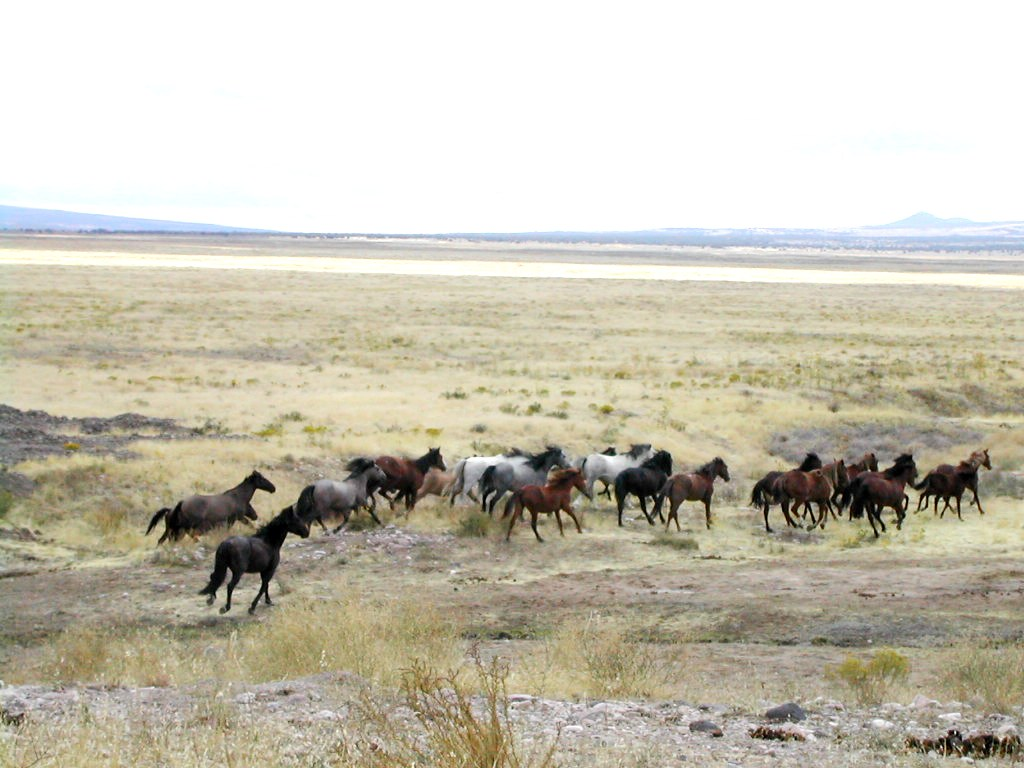
Mustangs im US-Bundesstaat Utah

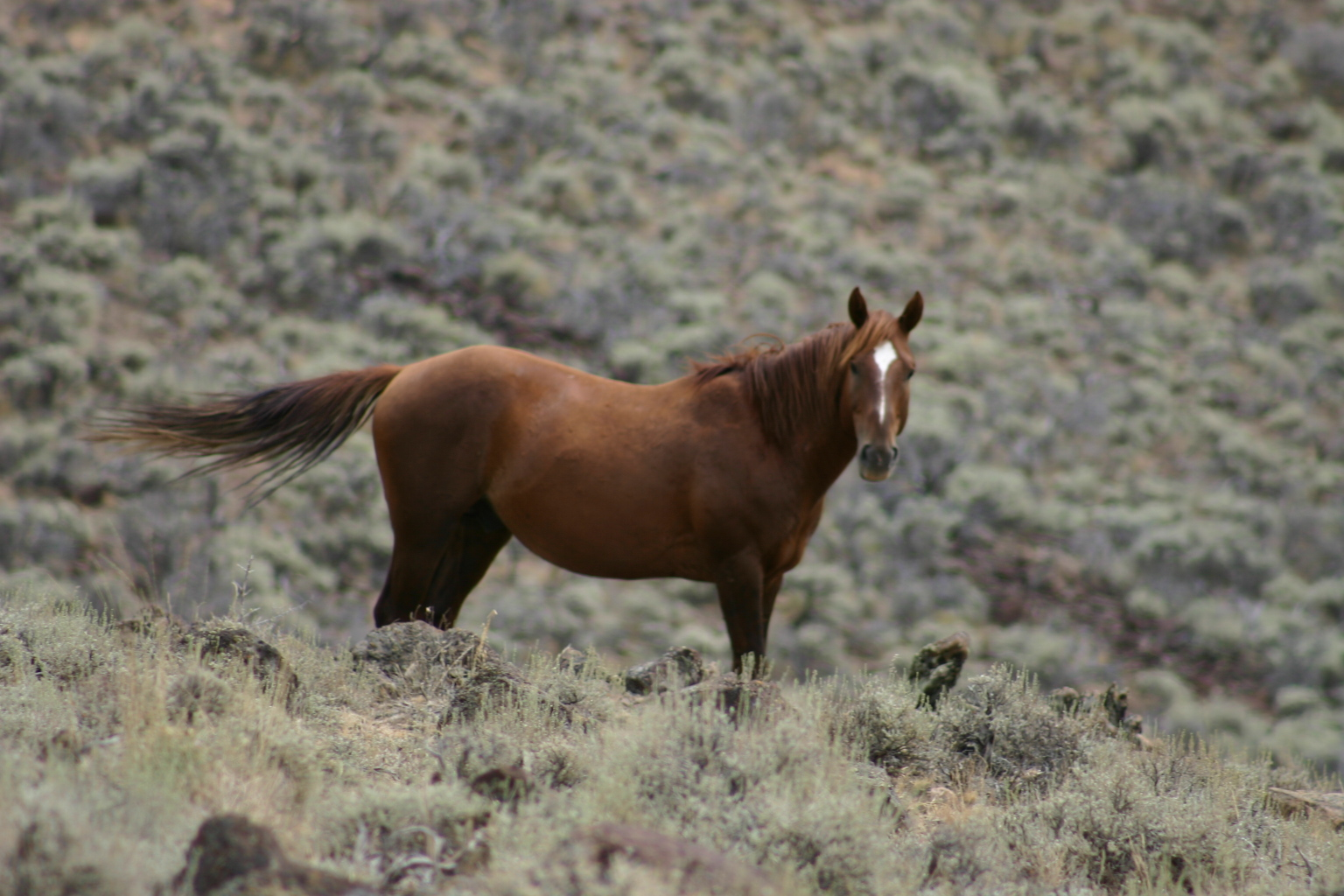
Mustang in NW Nevada

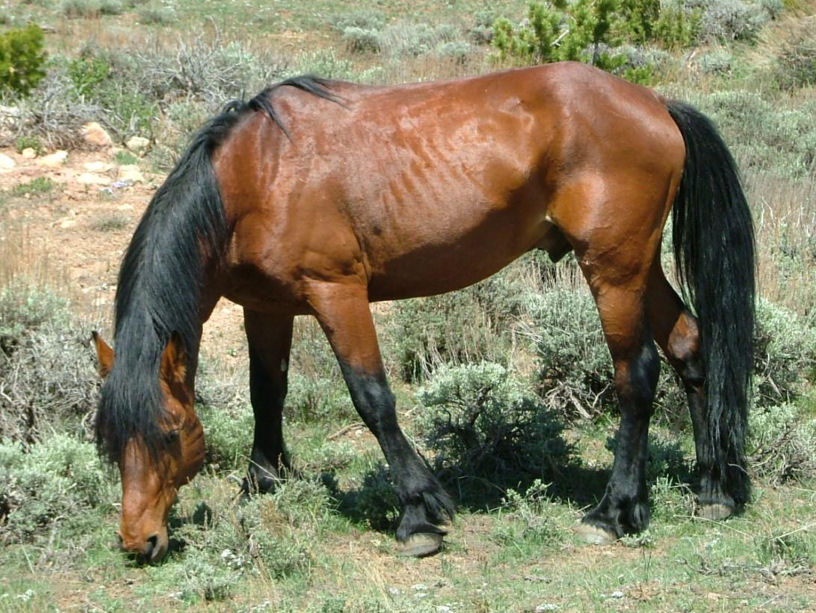
Grasender wilder Mustang in den Pryor Mountains, 2009

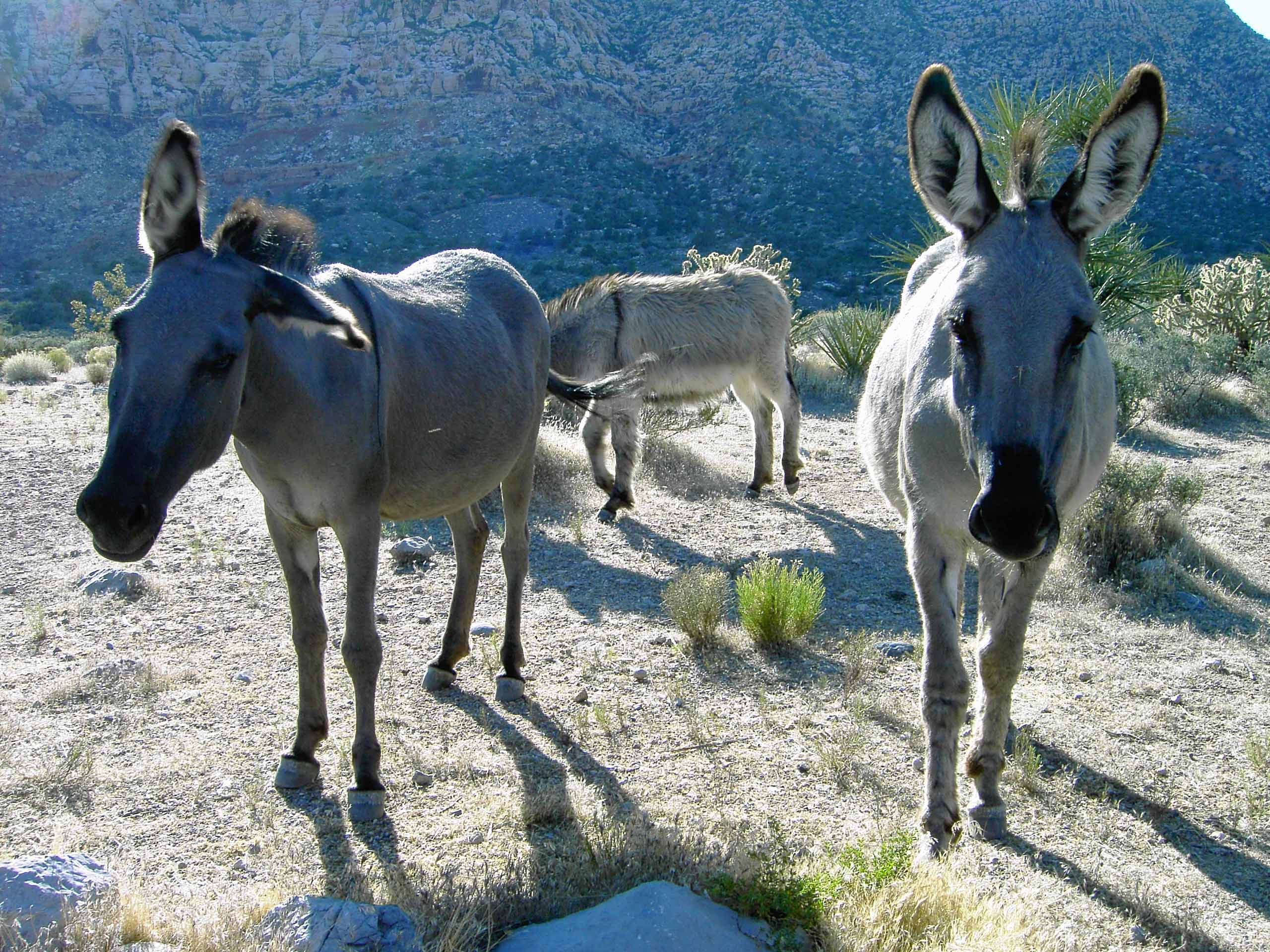
Wildlebende Burros im Red Rock Canyon in Nevada

Über die Hälfte aller nordamerikanischen Mustangs leben in Nevada. Bedeutende Populationen sind in Montana, Wyoming und Oregon.
Um 1900 hatte die Zahl der Mustangs auf geschätzt über zwei Millionen zugenommen, so dass sie für die Halter von Nutztieren zur Konkurrenz wurden. Daraufhin wurden sie zur Fleischgewinnung gejagt. Als die Jagd mit Motorfahrzeugen und Helikoptern aufkam, nahm ihre Zahl rapide ab auf nur noch rund 17.000.
1959 wurden die Mustangs unter Schutz gestellt, und die motorisierte Jagd wurde auf staatlichem Land verboten. Die Schutzmaßnahmen entfalteten allmählich ihre Wirkung, die Bestände begannen sich zu erholen und schon bald konnte der Lebensraum die wachsenden Mustangbestände nicht mehr ernähren.
1971 wurde das Bureau of Land Management (BLM) durch das Bundesgesetz Wild and Free-Roaming Horses and Burros Act of 1971 mit Schutz und Management des Mustang-Bestandes auf öffentlichem Grund beauftragt. Für die lokale Umsetzung sind Herd Management Aereas (HMA) verantwortlich. Diese organisieren je nach Bedarf koordinierte Abfangaktionen, sogenannte Round Ups. Eine Methode zum Fang der Pferde ist die Verwendung eines zahmen Lock- oder Judaspferds, durch das eine Mustangherde von einem Helikopter in ein Gatter getrieben werden kann. Das Lockpferd läuft in das Gatter voran und aufgrund des Herdentriebs folgen ihm die anderen. Ziel ist die Verringerung der Population und falls möglich eine Vermittlung oder Umsiedlung in ein anderes Territorium. Zunächst wurden die gefangenen Mustangs überwiegend geschlachtet. 1973 wurde ein Pferdeadoptionsprogramm für eingefangene Mustangs ins Leben gerufen.
Das BLM hält 27.000 Mustangs für einen angemessenen Bestand. Es wird kontrovers diskutiert, welche Anzahl freilebender Mustangs angemessen sei. Das BLM verwaltet das US-amerikanische öffentliche Land und muss nicht nur die Mustangs schützen, sondern auch Rohstoffkonzessionen vergeben und ist für die Vergabe von Weiderechten auf öffentlichem Grund (Taylor Grazing Act of 1934) verantwortlich. Dadurch entsteht nach Ansicht von Tierschützern ein Interessenkonflikt, aus dem heraus das BLM die angemessene Anzahl Mustangs zu niedrig ansetzen würde. So dürften beispielsweise in New Mexico, einem Staat mit 5,6 Mio. ha BLM-Land, nur 83 Mustangs frei leben. Ein so niedriger Bestand könne sich kaum noch reproduzieren. Tierschützer kritisieren, dass es mehr eingefangene Mustangs als freilebende Mustangs auf öffentlichem Grund gibt. Es sei teuer, die eingefangenen Mustangs zu füttern, und es gibt, außer bei Schlachthöfen, keine ausreichende Nachfrage nach eingefangenen Mustangs. Daher plädieren Tierschützer dafür, weniger Mustangs einzufangen und mehr Mustangs in Freiheit leben zu lassen. Aufgrund des Klimawandels wird der Lebensraum der Mustangs immer trockener und kann keine unkontrolliert wachsenden Mustangbestände erhalten. Die Pferde zerstören dann die Grasnarbe und die Gewässerufer.
Das BLM verkauft die zur Schlachtung vorgesehenen Pferde zu einem Preis von rund 100 Dollar pro Pferd. In den USA ist der Verzehr von Pferdefleisch seit 2007, als die letzten Pferdeschlachtereien geschlossen wurden, zu einem Tabu geworden. Das Fleisch wird daher nach Europa – vor allem Frankreich – und Japan exportiert oder zur Tierfuttergewinnung nach Kanada verkauft.
Im Februar 2010 betrug der wildlebende Bestand 33.700 Pferde sowie 4.700 wildlebende Esel, die Burros genannt werden. Weitere 34.000 eingefangene Mustangs befanden sich auf eingezäuntem Land der BLM. 2017 gab es bereits 73.000 freilebende und 40.000 eingefangene Mustangs. Das BLM nimmt an, dass sich die Herden unkontrolliert alle fünf Jahre verdoppeln. Immer wenn die Zahl der freilebenden Mustangs deutlich über der vom BLM bestimmten Zahl liegt, werden Mustangs mit einem Round Up eingefangen. Es gibt wesentlich mehr eingefangene Mustangs als Interessenten für eine Adoption, da Mustangs einen schwierigen Charakter haben. Burros sind dagegen leichter zu vermitteln, da ihr Charakter weniger schwierig ist. Aus diesem Grund benötigt das BLM bisher keine Einrichtungen für die Langzeitpflege für Burros.

### Geburtenkontrolle
Nach einer Kastration verändern wildlebende Mustangs ihr Verhalten grundlegend. Daher ist dies keine geeignete Möglichkeit zur Geburtenkontrolle. Es kommt jedoch auch in der Natur vor, dass eine Stute in einem Jahr kein Fohlen hat. Deshalb sind Verhütungsmittel eine Option, die den Herdenverband nicht gefährden. Dazu werden Immunokontrazeptiva verwendet, keine hormonellen Verhütungsmittel wie beim Menschen. Bei der Immunkontrazeption wird ein Impfstoff verabreicht, der eine adaptive Immunantwort auslöst, die dazu führt, dass ein Tier vorübergehend unfruchtbar wird. Verhütungsimpfstoffe werden bei der Kontrolle von Wildtierpopulationen häufig eingesetzt, sind jedoch für Menschen nicht zugelassen. Die Stuten haben weiterhin ihren normalen Zyklus und werden rossig. Verhütungsspritzen können entweder per Gewehr in der Freiheit, oder bei einem Round Up verabreicht werden. Die lebenslangen Unterhaltskosten für einen eingefangen, nicht vermittelbaren Mustang sind höher als die Kosten für Geburtenkontrolle für eine Stute für ein Jahr.
Das BLM verfolgt die Verhütungs-Strategie bisher weder konsequent, noch flächendeckend und bis anhin erfolglos, da die Verhütung zu schwierig durchzuführen sei. Einige Tierrechts-Organisationen kritisieren die Verhütung, weil das jährliche Round-Up für die Verhütungsspritze zu viel Stress für die Tiere sei, die Gesundheit der Pferde beeinträchtigt werden könnte, die genetische Vielfalt abnehmen könnte und einige Tiere ungewollt steril werden könnten. Private Tierschutz-Organisationen wenden die Verhütungsimpfstoffe erfolgreich an. Es gibt verschiedene Wege, die an die Pferde angepasst werden können. Bei jungen Stuten kann beispielsweise zwei Jahre lang verhütet werden, bis die Stute voll ausgewachsen ist. Dann kann sie einmal ein Fohlen bekommen, damit sie ihre Gene weitergeben kann. Anschließend kann dauerhaft verhütet werden, entweder mit einem speziellen rund sechs Jahre wirkenden Verhütungsimpfstoff, oder falls die Stute nicht trächtig ist, kann auch eine Spirale eingesetzt werden.

### Situation heute
Die Bestände der eingefangenen Pferde auf BLM-Land werden unkontrolliert immer größer. Da in Amerika der Mythos des Mustangs unantastbar ist, können die überzähligen Tiere heutzutage nicht einfach geschlachtet werden, stattdessen wurden verschiedene Anstrengungen unternommen, die Zahl der eingefangenen Pferde zu verringern.
- Seit 1986 gibt es ein Programm des BLM und des Colorado Department of Corrections, bei dem Sträflinge des East Cañon Correctional Complex in Cañon City sich um eingefangene Mustangs kümmern. Sie beschlagen die Pferde, füttern und tränken sie. Wenn das BLM bei einem Round Up neue Mustangs eingegefangen hat, bereiten sie die Tiere für eine Adoption vor.[19][29]
- 2010 hat das BLM öffentlich vorgeschlagen, die Pferde einzuschläfern,[30] was allerdings die Fleischqualität beeinträchtigt.
- 2009 schlug der amerikanische Innenminister Ken Salazar die Bildung von staatlichen Wildpferdreservaten im Mittleren Westen vor, in denen unfruchtbare Tiere gehalten werden sollen.[31]
- Im Januar 2005 wurde ein umstrittener Gesetzesvorschlag des republikanischen Abgeordneten Conrad Burns vom Kongress verabschiedet, der es dem BLM erlaubt, eingefangene Mustangs, die älter als 10 Jahre alt sind und für die kein Adoptionswilliger gefunden wurde, zu verkaufen, was in der Regel nur an Schlachthäuser möglich ist.[32][33]
- Ein Vorschlag, überzählige Tiere in einem privaten Reservat in Nord-Nevada unterzubringen, stammt von Madeleine Pickens, der Frau des Ölmagnaten T. Boone Pickens.[31]
- Es gibt auch verstärkte Anstrengungen, passende Adoptionswillige zu finden. Ein Beispiel dafür ist eine Art Gewinnspiel, bei dem Pferdetrainer 100 Tage Zeit erhalten, 100 Mustangs zu zähmen und einzureiten, welche dann anschließend über eine Auktion adoptiert werden können.[34]
- 2018 schlug das BLM vor, 50.000 Pferde und Burros zu „entfernen“, beziehungsweise zu schlachten, und weitere Tiere zu sterilisieren. Dagegen gab es öffentlichen Widerstand.[21]